# Bud Bundy
Budrick (Bud) Franklin Bundy (22 januari) is een fictief persoon uit de Amerikaanse comedyserie Married... with Children. Hij wordt gespeeld door David Faustino.
Bud is het tweede kind van Al en Peggy Bundy en hun enige zoon. Hij is het intelligentste lid van het gezin. Hij is genoemd naar zijn vaders favoriete biermerk Budweiser. Buds - niet bestaande - seksleven is een onuitputtelijke bron van gemene grappen voor zijn familie, vooral zus Kelly. Tevergeefs probeert hij de schijn op te houden dat hij ongekend populair is bij de andere sekse, maar hij brengt de weekenden voornamelijk door met zijn opblaaspop Isis. Om in de smaak te vallen bij de vrouwen, neemt hij geregeld alter ego's aan, waarvan de bekendste de rapper Grandmaster B is. Bud heeft weinig tot geen vrienden en wordt vaak gepest met zijn geringe lichaamslengte.